# 4-hydroxyfenylacetaldehyd
4-hydroxyfenylacetaldehyd, také nazývaný p-hydroxyfenylacetaldehyd, je přírodní organická sloučenina se vzorcem HOC6H4CH2CHO, derivát fenylacetaldehydu, vyskytující se za pokojové teploty jako pevná látka.

## Příprava
4-hydroxyfenylacetaldehyd lze získat dekarboxylací tyrosinu.

## Výskyt
4-hydroxyfenylacetaldehyd je produktem metabolismu tyraminu, z nějž vzniká u lidí působením monoaminoxidáz; vytváří jej také bakterie Escherichia coli, kde je katalyzátorem jeho vzniku tyraminoxidáza. V obou případech je následně převáděn na 4-hydroxyfenylacetát, v lidském těle aldehyddehydrogenázou a u E. coli fenylacetaldehyddehydrogenázou.
Kondenzace 4-hydroxyfenylacetaldehydu a dopaminu je součástí biosyntézy benzylisochinolinových alkaloidů, jako například berberinu a morfinu.